# Macrophiothrix belli
Macrophiothrix belli är en ormstjärneart som först beskrevs av Döderlein 1896.  Macrophiothrix belli ingår i släktet Macrophiothrix och familjen Ophiothrichidae. Inga underarter finns listade i Catalogue of Life.